# Журавлёва (река, впадает в Хатангский залив)
Журавлёва — река, протекающая в Красноярском крае России. Длина реки составляет 105 км (от истока реки Апрелева — 118 км), площадь водосборного бассейна — 1320 км². 
Река берёт начало в горах Бырранга на востоке полуострова Таймыр, на высоте более 400 м над уровнем моря. В верховьях течёт преимущественно в южном и юго-восточном направлении по горной тундре. В среднем течении, оставив к востоку Чернохребетную возвышенность, выходит на равнину, русло расширяется до 20 м и более. Приняв в нижнем течении свой крупнейший приток, реку Апрелева, река устремляется на восток, течёт по болотистой тундре, покрытой мхами и лишайниками, на берегах — многочисленные некрупные озёра. Впадает с запада в лагуну Голубую Хатангского залива несколькими рукавами в районе пролива Северного, отделяющего материк от острова Большой Бегичев, в 32 км к юго-востоку от устья реки Осипа. Ширина перед устьем — 100 м при глубине 0,8 м; скорость течения в низовьях составляет 0,7 м/с. Населённые пункты на реке отсутствуют. 

## Основные притоки
Указаны поименованные притоки длиной 30 км и более
| Название  | Расстояние от устья | Длина | Положение |
| --------- | ------------------- | ----- | --------- |
| Апрелева  | 25                  | 93    | правый    |
| Проточный | 50                  | 27    | правый    |

## Данные водного реестра
По данным государственного водного реестра России и геоинформационной системы водохозяйственного районирования территории РФ, подготовленной Федеральным агентством водных ресурсов:
- Бассейновый округ — Енисейский
- Речной бассейн — Хатанга
- Речной подбассейн — Хатанга от слияния Хеты и Котуя до устья
- Водохозяйственный участок — Реки бассейна моря Лаптевых от мыса Прончищева до границы между Таймырским Долгано-Ненецким районом Красноярского края и Республикой Саха (Якутия) без реки Хатанги
- Код водного объекта — 17040400212117600003717